# Robert Millar (soccer)
Robert « Bob » Millar (né le 12 mai 1890 à Paisley en Écosse et mort le 26 février 1967 à Staten Island aux États-Unis) était un joueur et entraîneur de football écossais et américain.

## Biographie

### Joueur

#### Club
En 1909, Millar commença sa carrière professionnelle avec St. Mirren FC en Scottish Football League. Il quittera Mirren en 1911 pour immigrer aux États-Unis, où il rejoindra Disston A.A. durant la saison 1912-1913. En 1913, il changera pour le Brooklyn Field Club, un club d'une autre ligue, la NAFBL (National Association Football League). En janvier 1914, en Challenge Cup, Brooklyn jouera contre Disston. Pendant le match, Millar sera impliqué dans une bagarre avec les supporters de son ancien club, Disston.  Brooklyn gagnera la Challenge Cup contre les Brooklyn Celtic, où Millar fera la passe décisive du but victorieux. Cette victoire fera de Brooklyn la première équipe à remporter ce qui deviendra la U.S. Open Cup. En septembre 1914, Millar signera au Bethlehem Steel FC pour la saison 1914-1915, dans la ligue de Philadelphie. Durant cette saison, il inscrira 59 buts en 33 matchs de ligue et de coupe, inscrivant un record dans le pays. Bethlehem remportera la National Challenge Cup de 1915, avec à la clé une victoire 3-1 contre les Brooklyn Celtic. Millar marquera le premier but de Bethlehem. Au début de 1916, Millar signera avec Babcock and Wilcox, en NAFBL, mais sera prêté chez les Philadelphia Hibernian et à Allentown. En décembre 1918, Millar retournera aux Bethlehem Steel, mais quittera l'équipe 7 mois plus tard pour signer avec les Robins Dry Dock pour la saison 1919-1920. Il aura quelques problèmes avec son équipe et mettra un terme à son contrat avec les Robins au printemps 1920 et rejoindra les J&P Coats de la Southern New England Soccer League. Il jouera ensuite au Erie A.A. pour la saison 1920-1921. Millar sera ensuite prêté au Tebo Yacht Basin FC. Millar retournera à J&P Coats en 1921-1922, pour sa première saison en American Soccer League. En 1922, Millar quittera les Coats et signera chez les Fall River Marksmen, mais l'équipe le renverra en janvier 1923, après seulement 6 matchs joués. Il ira ensuite aux New York Field Club, pour la fin de la saison. Il ne jouera encore pas toute la saison avec New York, et partira pour les New York Giants. En août 1925, Millar signera chez les Indiana Flooring en tant qu'entraîneur-joueur. En 1927, Flooring sera renommé New York Nationals. Millar continuera d'entraîner l'équipe jusqu'en 1928, date des Soccer Wars, guerres entre les ligues. Durant ce conflit, l'United States Football Association déclarera l'American Soccer League comme une “ligue hors-la-loi”. En octobre 1928, Millar resignera son contrat avec les Nationals. Il partira ensuite aux New York Giants.

#### Équipe nationale
En 1925, Millar est appelé à jouer pour l'équipe des États-Unis pour deux matchs contre le Canada. Le Canada gagne le premier match par 1-0, le 27 juin 1925, tandis que les Américains remportent le match retour 6-1, le 11 novembre 1925. Lors de ce match où le score était de 1-1 à la mi-temps, Millar est le passeur décisif sur le deuxième but américain, marqué par Archie Stark juste après la reprise.

### Entraîneur

#### Club
Millar commence sa carrière d'entraîneur en 1925 à l'Indiana Flooring en tant qu'entraîneur-joueur. En 1927, il continue avec le club lorsqu'il change de nom et se fait appeler les New York Nationals. Son contrat est rompu en octobre 1928. Il entraîne ensuite les Newark Skeeters en 1929.

#### Équipe nationale
Millar est ensuite appelé pour le sélectionneur de l'équipe des États-Unis pour la coupe du monde 1930. Le succès de l'équipe nationale lors de ce premier mondial de football (demi-finaliste du tournoi) est une surprise. Ils remportent leurs deux matchs de groupes contre la Belgique et le Paraguay sans encaisser de buts. Ils perdent contre les Argentins en demi-finale. Après leur élimination, l'équipe américaine effectue une série de matchs d'exhibitions contre des équipes professionnelles d'Amérique du Sud et des équipes d'All Star régionales. Ils perdent ainsi 4-3 contre le Brésil, ce qui est le premier match international non officiel de l'histoire. Millar effectue son dernier match sur un match nul 2-2.
Millar est introduit au US Soccer Hall of Fame en 1950.